# 塞纳尔
塞纳尔（法語：Sénart，法語發音：[senaʁ]），曾称默伦-塞纳尔（Melun-Sénart，法語發音：[məlœ̃.senaʁ]），是法国法蘭西島大區南部的一个新城，涵盖了塞纳-马恩与埃松二省的部分地区。 

## 组成市镇
- 孔布城（Combs-la-Ville）
- 雷欧（Réau）
- 穆瓦西-克拉马耶勒（Moissy-Cramayel）
- 塞松（Cesson）
- 略桑（Lieusaint）
- 楠迪（Nandy）
- 萨维尼勒唐普勒（Savigny-le-Temple）
- 韦尔圣但尼（Vert-Saint-Denis）
- 塞纳河畔莫尔桑（Morsang-sur-Seine）
- 圣皮埃尔迪佩赖（Saint-Pierre-du-Perray）
- 塞纳河畔桑特里（Saintry-sur-Seine）
- 蒂日里（Tigery）